# فرديناند رودولف هاسلر
فرديناند رودولف هاسلر (بالإنجليزية: Ferdinand Rudolph Hassler)‏ هو رياضياتي وجغرافي سويسري وأمريكي، ولد في 7 أكتوبر 1770 في أراو في سويسرا، وتوفي في 20 نوفمبر 1843 في فيلادلفيا في الولايات المتحدة.